# The Blindness of Divorce
Pour plus de détails, voir Fiche technique et Distribution.
The Blindness of Divorce est un film muet américain réalisé par Frank Lloyd et sorti en 1918.

## Sypnosis
John Langdon, soupçonnant sa femme Claire d'adultère, demande le divorce et obtient la garde de sa petite fille Florence. Devenue grande, celle-ci épouse un procureur, alors que sa mère est tombée dans la déchéance…

## Fiche technique
- Titre : The Blindness of Divorce
- Réalisation : Frank Lloyd
- Scénario : Frank Lloyd
- Chef opérateur : William C. Foster
- Production : William Fox
- Distribution : Fox Film Corporation
- Genre : Film dramatique
- Date de sortie :
  - États-Unis : 6 mars 1918

## Distribution
- Charles Clary : John Langdon
- Rhea Mitchell : Florence Langdon
- Nancy Caswell : Florence Langdon enfant
- Bertram Grassby : Stanley Merrill
- Marc Robbins : Edward Hopkins
- Willard Louis : Robert White
- Fred Church : Burce Livingston
- Al Fremont : le détective
- Bertha Mann : Claire Langdon